# Cophixalus pulchellus
Cophixalus pulchellus é uma espécie de anfíbio da família Microhylidae.
É endémica da Papua-Nova Guiné.
Os seus habitats naturais são: florestas subtropicais ou tropicais húmidas de baixa altitude e regiões subtropicais ou tropicais húmidas de alta altitude.